# Paul Toll
Paul Sequens Esaias Toll, född 7 september 1882 i Hörda by, Berga församling, Kronobergs län, död 3 juli 1946 i Engelbrekts församling, Stockholm, var en svensk företagare och byggnadsingenjör.
Hans far var folkskollärare Karl Gotthard Toll (1851–1934) gift med Ida Danielsson (1850–1912). De fick barnen Anna, Paul, Maria och Cyrus.
Paul Toll tog examen från mekanistlinjen vid Borås Tekniska Elementarskola, i juni 1902. Han gifte sig 1913 med Gunhild Engwall (1890–1966). De fick sex barn.
Den 18 maj 1908 grundade Toll byggföretaget Kreuger & Toll tillsammans med Ivar Kreuger.

## Verksamhet inom Kreuger & Toll

### Bakgrunden till grundandet av företaget Kreuger & Toll
När Ivar Kreuger efter sju år utomlands kom hem till Sverige vid jultid 1907 hade han lyckats bli representant för de byggsystem med bakomliggande patent enligt Julius Kahn som lanserades av det amerikanska företaget Trussed Concrete Steel Co. och hans föresats var att lansera detta på bred front. På vägen hem besökte Kreuger företagets kontor i London. Kreuger fick då veta att ingenjör Paul Toll i Sverige redan ansökt om agenturen för hela Europa . Inledningsvis diskuterade Kreuger en firmabildning ihop med sin kusin Henrik Kreüger på KTH. Paul Toll och Ivar Kreuger sammanfördes under samma tid av Henrik Kreüger som Toll tidigare hade anlitat i byggtekniska frågor. Henrik Kreuger var vid denna tid, omkring 1907–1908 assistent på KTH på sektionen för väg och vatten och dess främste expert på betongbyggnadsteknik där man tidigt under 1906 diskuterat användningen av armerad betong och förstärkningssystem inom byggbranschen. Ivar Kreuger erbjöd Paul Toll att bli kompanjon i en firma han avsåg starta. Paul Toll, som arbetade på byggnadsföretaget Kasper Höglund AB, var till en början tveksam till ett kompanjonskap i ett nystartat företag med den osäkerhet som fanns inom byggbranschen, men blev efterhand mer säker genom det stöd i tekniska frågor som Henrik Kreüger lovat kunna bidra med som konsulterande ingenjör och familjen Kreugers möjligheter till finansiellt stöd i ett uppbyggnadsskede genom sina tändsticksföretag i Kalmartrakten. Han skrev i ett brev till sin far, Karl Toll, daterat den 23 mars 1908, om sin första bekantskap med Ivar Kreuger; "Från en 7-årig praktik som konstruktör i Amerika har ing. Kreuger, så är namnet, konstruerat och uppfört en massa armerade betongarbeten på skilda platser i världen. Han har nu erbjudit mig att bli hans kompanjon".
Kort därefter, den 28 mars skickade Erik Kreüger, på uppdrag av Henrik Kreüger ett brev till sin gode vän från tiden i Linköping Oscar Rydbeck på Härnösands enskilda bank där han frågade om han kunde utverka ett lån för en firma som Henrik och Ivar Kreuger skulle starta. Den tilltänkta firmabildningen kom emellertid att bestå av enbart Ivar och Paul. Anledningen till att Henrik Kreüger inte kom med i firman Kreuger & Toll, fast han insisterat på att få vara med och även lovat bidra med startkapital, var att Ivar och Paul ansåg att det var osäkert om firman till en början skulle kunna försörja fler än två fast anställda personer och Ivar föredrog tydligen att grunda firman ihop med Paul Toll som redan vid den tiden hade flerårig erfarenhet från byggbranschen i praktisk verksamhet som byggledare och arbetsledare, något som Henrik Kreüger saknade. I april 1908 hade Paul definitivt bestämt sig för att bli kompanjon med Ivar och avsluta sin anställning på Kasper Höglund AB. Han skrev ett långt brev till sin far den 4 april där han bekräftar sitt beslut och skrev dessutom; "Till slut vill jag även anföra att jag på inga villkor vill stöta mig med Farbror Höglund utan skall försöka så gott jag kan, att skiljas från honom som en vän och kanske även då ha utsikt om senare angenämt samarbete som fredliga konkurrenter".

### Byggverksamheten
Inom några år från starten kom byggnadsfirman Kreuger & Toll att medverka vid flera stora byggprojekt, inte minst i Stockholm. Från 1917 delades företaget Kreuger & Toll upp i två bolag, Kreuger & Toll AB (holding) som drevs av Ivar Kreuger och Kreuger & Toll Byggnads AB som drevs av Paul Toll. Byggföretaget kom att bli ett av de större byggföretagen i Sverige.
Byggnadsbolaget klarade Kreugerkraschen 1932 och ombildades till Tolls Byggnads AB för att få bort kopplingen av namnet till Kreugerkoncernen som hade fått ett dåligt rykte. Styrelsemedlemmarna i holdingbolaget blev dömda till olika straff för bristande kontroll av redovisningen i bolaget där Paul Toll till en början blev dömd till 4 månaders fängelse, men blev till slut friad från åtal genom en dom i högsta domstolen den 18 februari 1936. Konkursen i holdingbolaget kom ändå att bli en stor prövning för hela familjen Toll och för företaget som helhet genom det dåliga rykte som Kreugerkoncernen fick allteftersom konkursutredningarna fortskred, som pågick ända fram till 1941, som även inbegrep en klappjakt av främst media efter syndabockar för mångas förlorade besparingar. Inga oegentligheter i redovisningen kunde påvisas i Kreuger & Toll Byggnads AB i samband med konkursen för holdingbolaget.
Byggverksamheten fortsatte efter Kreugerkraschen och ett av de största projekten blev uppförandet av Södersjukhuset i Stockholm som invigdes 1944 där Paul Toll i samband med öppnandet tillkännagav att han gjort en donation som skulle användas för sjukhusets konstnärliga utsmyckning.
Efter flera ombildningar av Tolls Byggnads AB förvärvades företaget till slut av Lundbergkoncernen 1968.

## Den konstintresserade Toll
Paul Toll hade ett genuint intresse för konst och musik och spelade ofta själv dragspel på sin fritid när andan föll på. Under 1920-talet kom han i kontakt med flera etablerade konstnärer bland annat Kurt Jungstedt och Evert Taube som ofta gästade familjen Toll i deras bostad på Villagatan. På Taubes vishäfte nr. 21 Calle Schevens vals, tryckt 1933, har Taube skrivit: "Till min verklige vän och mecenat Paul Toll av Evert Taube". Han gjorde ett antal större konstinköp omkring 1920. Paul och hans fru var också nära bekanta med Nils Dardel och hans hustru Thora. I samband med en resa till Paris målade Dardel porträtt av Paul och hans fru Gunhild. Makarna Toll är begravda på Sorunda kyrkogård.

## Fotnoter
1. ↑  Familjenamnet Toll härstammar från Västra Tollstad söder om Alvastra i Östergötland.
2. ↑  Paul Tolls bror, Cyrus Toll, startade 1913 ett företag i Viborg i Finland, OY Cyrus Toll AB, som köpte in aspvirke för tändsticksindustrin i Sverige och andra länder inkluderande transporter av virket med egna fartyg. 1919 köptes företaget av Svenska Tändsticks Aktiebolaget som vid den tiden kontrollerades av Ivar Kreuger.
3. ↑  Gunhild Engwall var dotter till ägaren av handelsföretaget Vict. Th. Engwall & Co. KB med bland annat kaffemärket Gevalia i sortimentet.
4. ↑   The Incredible Ivar Kreuger, A om Churchill 1957 sid 58
5. ↑  Kasper Höglund AB grundades 1889.
6. ↑  Se även artikel släkten Kreuger.
7. ↑  Erik Kreüger var bror till Henrik Kreüger, Ivar Kreugers kusiner. Se även släkten Kreuger.
8. ↑  Anledningen framgår av ett långt brev från Paul Toll till sin far daterat till den 4 april 1908.
9. ↑  "Farbror Höglund" var Kasper Höglund, grundare av byggfirman Kasper Höglund AB, som förvärvades av Paul Toll under 1914.
10. ↑  Paul Toll och Gunhild Toll på Gravar.se